# Erick Andino
Erick Andino Portillo (Santa Bárbara, 21 de julio de 1989) fue un futbolista hondureño. Jugo de delantero hasta su retiro en 2025.

## Trayectoria
Erick Andino debutó con el Real Juventud de la Liga de Ascenso de Honduras a la edad de 15 años. A pesar de su corta edad, logró destacar en este equipo y posteriormente ficharía por el Club Deportivo Olimpia de Tegucigalpa perfilándose como una de las principales promesas del fútbol hondureño, aunque nunca logró explotar su fútbol para emigrar al extranjero.
En 2007 llega al Olimpia, por pedido del entrenador Nahúm Espinoza. Debutó de manera profesional con este equipo el 7 de octubre de ese año, en la victoria de su equipo por 2-1 ante el Club Deportivo Vida en el Estadio Tiburcio Carías Andino. Durante el periodo que estuvo en Olimpia logró adjudicarse cuatro títulos de la Liga Nacional de Honduras. Además disputó tres partidos de la Concacaf Liga Campeones 2008-09; uno ante Atlante y dos contra Joe Public.
El 6 de enero de 2012 se anunció su llegada a préstamo al Club Deportivo Victoria. En este equipo permaneció seis meses y disputó un total de 11 partidos. En su regreso al Olimpia, Andino tuvo la desdicha de sufrir dos lesiones que lo mantuvieron alejado de las canchas por varios meses, pudiendo jugar únicamente tres partidos en un periodo de un año y medio.
El 11 de diciembre de 2013 se anuncia su regreso al Victoria de La Ceiba para ponerse a las órdenes del estratega Carlos Martínez Pineda. Debutó el 12 de enero de 2014, en el empate 1-1 contra Real España, salió de la cancha al minuto 75 y en su lugar ingresó Allan Gutiérrez. El 9 de agosto de 2014, le anotó un doblete a su exequipo Olimpia, en el empate 2-2. Finalizó el Torneo Apertura 2014 con cinco goles. El siguiente torneo ha sido el mejor de su carrera, ya que logró anotar 14 goles. Finalizó la Temporada 2014-15 con diecinueve goles, siendo el tercer mejor goleador de Honduras, por detrás de Rubilio Castillo (Motagua) y Anthony Lozano (Olimpia).
El 25 de mayo de 2015, tras no haberse concretado su fichaje por el Xelajú de Guatemala, Erick Andino se convirtió en nuevo jugador del Club Deportivo Motagua.

## Selección nacional
Ha sido internacional con la Selección de fútbol de Honduras en categoría sub-20. Participó del equipo que disputó la Copa Mundial de Fútbol Sub-20 de 2009 en Egipto. Debutó en dicha competición el 27 de septiembre ante la selección de Hungría, en el juego que Honduras ganó por 3-0.

### Participaciones en Copas del Mundo
| Mundial                     | Sede   | Resultado    |
| --------------------------- | ------ | ------------ |
| Copa Mundial Sub-20 de 2009 | Egipto | Primera fase |

### Participaciones en Copa de Oro
| Copa de Oro      | Sede                    | Resultado      |
| ---------------- | ----------------------- | -------------- |
| Copa de Oro 2015 | Estados Unidos · Canadá | Fase de Grupos |

### Goles internacionales
| #  | Fecha                   | Lugar                                                    | Rival      | Goles | Resultado | Competición               |
| -- | ----------------------- | -------------------------------------------------------- | ---------- | ----- | --------- | ------------------------- |
| 1. | 4 de septiembre de 2015 | Estadio Cachamay, Puerto Ordaz, Venezuela                | Venezuela  | 1-0   | 3—0       | Amistoso                  |
| 2. | 13 de octubre de 2015   | Estadio Olímpico Metropolitano, San Pedro Sula, Honduras | Sudáfrica  | 1-1   | 1—1       | Amistoso                  |
| 3. | 13 de enero de 2017     | Estadio Rommel Fernández, Panamá, Panamá                 | Nicaragua  | 2-1   | 2—1       | Copa Centroamericana 2017 |
| 4. | 20 de enero de 2017     | Estadio Rommel Fernández, Panamá, Panamá                 | Costa Rica | 1-0   | 1—0       | Copa Centroamericana 2017 |
| 5. | 22 de febrero de 2017   | Estadio George Capwell, Guayaquil, Ecuador               | Ecuador    | 1-0   | 1—3       | Amistoso                  |

## Clubes
| Club              | País     | Año         |
| ----------------- | -------- | ----------- |
| Real Juventud     | Honduras | 2005 - 2007 |
| Olimpia           | Honduras | 2007 - 2011 |
| Victoria (cedido) | Honduras | 2012        |
| Olimpia           | Honduras | 2012 - 2013 |
| Victoria          | Honduras | 2014 - 2015 |
| Motagua           | Honduras | 2015 - 2021 |
| Real de Minas     | Honduras | 2021        |
| Atlético Junior   | Honduras | 2021        |
| Honduras Progreso | Honduras | 2021 - 2022 |
| Olancho           | Honduras | 2022 - 2023 |
| Lobos UPNFM       | Honduras | 2023 - 2024 |
| Olancho           | Honduras | 2024 - Act. |

## Estadísticas

### Clubes
| Equipo                                           | Div.                | Temporada           | Liga     | Liga  | Copa Nacional | Copa Nacional | Copa Internacional(1) | Copa Internacional(1) | Total    | Total |
| Equipo                                           | Div.                | Temporada           | Partidos | Goles | Partidos      | Goles         | Partidos              | Goles                 | Partidos | Goles |
| Olimpia Honduras                                 | 1.ª                 | 2011-12             | 1        | 0     | 0             | 0             | 0                     | 0                     | 1        | 0     |
| Olimpia Honduras                                 | Total               | Total               | 1        | 0     | 0             | 0             | 0                     | 0                     | 1        | 0     |
| Victoria Honduras                                | 1.ª                 | 2011-12             | 11       | 0     | 0             | 0             | 0                     | 0                     | 11       | 0     |
| Victoria Honduras                                | Total               | Total               | 11       | 0     | 0             | 0             | 0                     | 0                     | 11       | 0     |
| Olimpia Honduras                                 | 1.ª                 | 2012-13             | 1        | 0     | 0             | 0             | 0                     | 0                     | 1        | 0     |
| Olimpia Honduras                                 | 1.ª                 | 2013-14             | 2        | 0     | 0             | 0             | 0                     | 0                     | 2        | 0     |
| Olimpia Honduras                                 | Total               | Total               | 3        | 0     | 0             | 0             | 0                     | 0                     | 3        | 0     |
| Victoria Honduras                                | 1.ª                 | 2013-14             | 21       | 0     | 0             | 0             | 0                     | 0                     | 21       | 0     |
| Victoria Honduras                                | 1.ª                 | 2014-15             | 38       | 19    | 0             | 0             | 0                     | 0                     | 38       | 19    |
| Victoria Honduras                                | Total               | Total               | 59       | 19    | 0             | 0             | 0                     | 0                     | 59       | 19    |
| Motagua Honduras                                 | 1.ª                 | 2015-16             | 32       | 10    | 0             | 0             | 3                     | 2                     | 35       | 12    |
| Motagua Honduras                                 | 1.ª                 | 2016-17             | 37       | 15    | 0             | 0             | 0                     | 0                     | 37       | 15    |
| Motagua Honduras                                 | 1.ª                 | 2017-18             | 26       | 1     | 0             | 0             | 1                     | 0                     | 27       | 1     |
| Motagua Honduras                                 | 1.ª                 | 2018-19             | 28       | 8     | 0             | 0             | 3                     | 0                     | 31       | 8     |
| Motagua Honduras                                 | 1.ª                 | 2019-20             | 1        | 0     | 0             | 0             | 0                     | 0                     | 1        | 0     |
| Motagua Honduras                                 | Total               | Total               | 109      | 30    | 0             | 0             | 6                     | 2                     | 115      | 32    |
| Total en su carrera                              | Total en su carrera | Total en su carrera | 183      | 45    | 0             | 0             | 3                     | 2                     | 164      | 47    |
| (1) Incluye datos de la Concacaf Liga Campeones. |                     |                     |          |       |               |               |                       |                       |          |       |

## Palmarés

### Campeonatos nacionales
| Título        | Club    | País     | Año  |
| ------------- | ------- | -------- | ---- |
| Clausura 2008 | Olimpia | Honduras | 2008 |
| Clausura 2009 | Olimpia | Honduras | 2009 |
| Clausura 2010 | Olimpia | Honduras | 2010 |
| Apertura 2011 | Olimpia | Honduras | 2011 |
| Apertura 2012 | Olimpia | Honduras | 2012 |
| Clausura 2013 | Olimpia | Honduras | 2013 |
| Apertura 2016 | Motagua | Honduras | 2016 |
| Clausura 2017 | Motagua | Honduras | 2017 |

### Campeonatos internacionales
| Título               | Club                  | País   | Año  |
| -------------------- | --------------------- | ------ | ---- |
| Copa Centroamericana | Selección de Honduras | Panamá | 2017 |

### Distinciones individuales
| Distinción                          | Año  |
| ----------------------------------- | ---- |
| Once Ideal de la Liga Nacional 2015 | 2015 |